# Genouillé (Charente-Maritime)
Genouillé is een gemeente in het Franse departement Charente-Maritime (regio Nouvelle-Aquitaine) en telt 644 inwoners (1999). De plaats maakt deel uit van het arrondissement Rochefort.

## Geografie
De oppervlakte van Genouillé bedraagt 35,5 km², de bevolkingsdichtheid is 18,1 inwoners per km².
De onderstaande kaart toont de ligging van Genouillé (Charente-Maritime) met de belangrijkste infrastructuur en aangrenzende gemeenten.

## Demografie
Onderstaande figuur toont het verloop van het inwonertal (bron: INSEE-tellingen).